# Pfarrkirche Kühnring

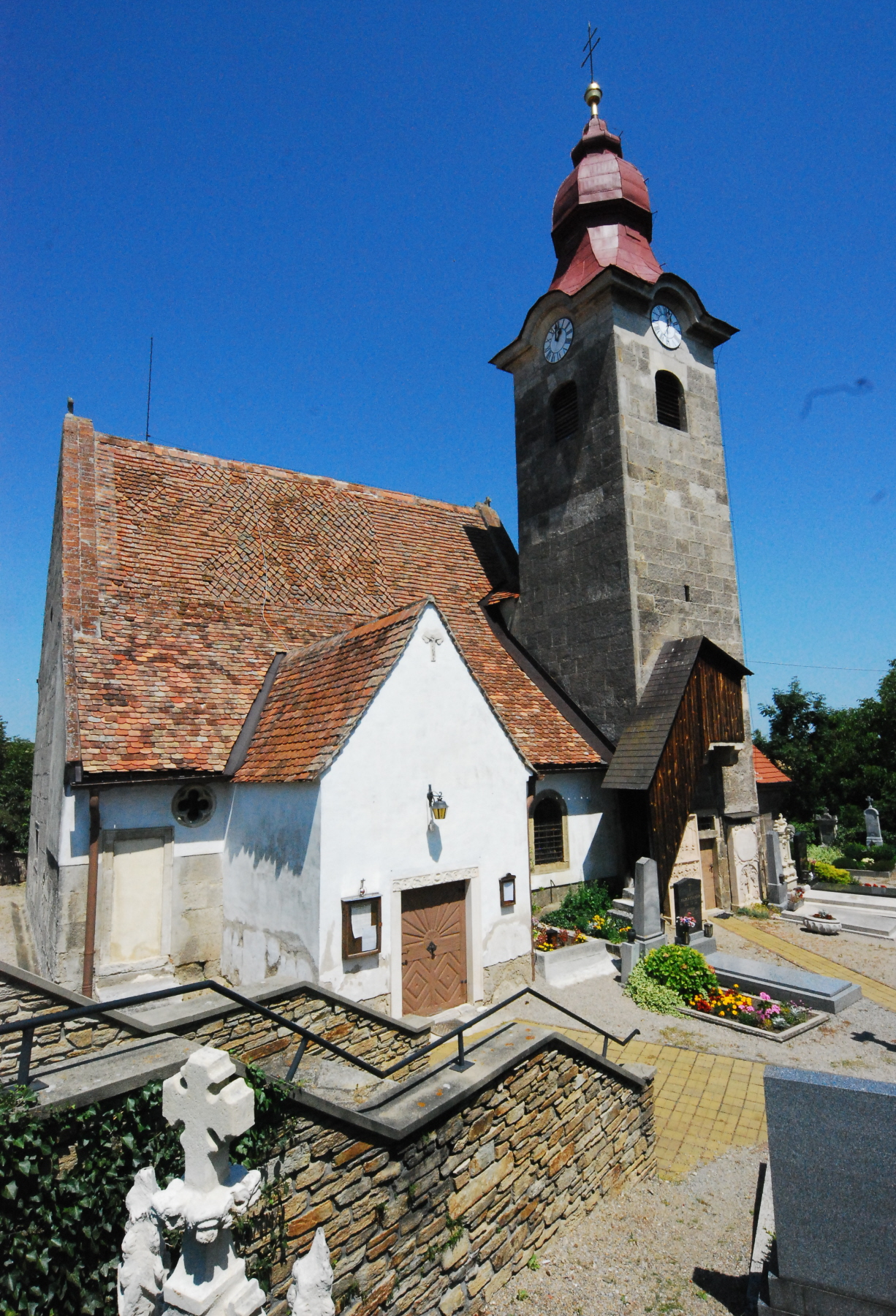
Katholische Pfarrkirche Hll. Philipp und Jakob in Kühnring in Niederösterreich

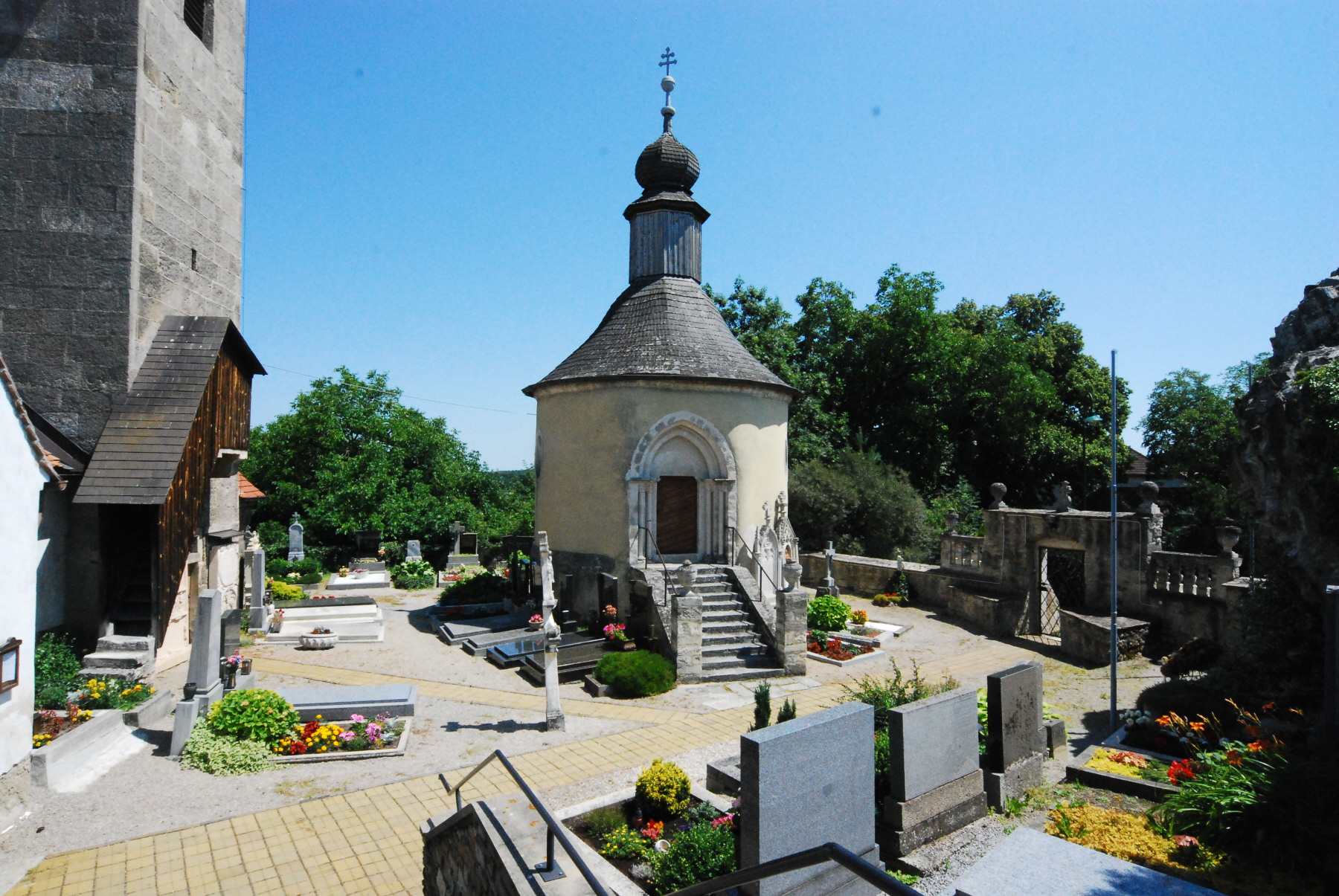
Friedhof und Karner. Links die Freitreppe des Kirchturms.

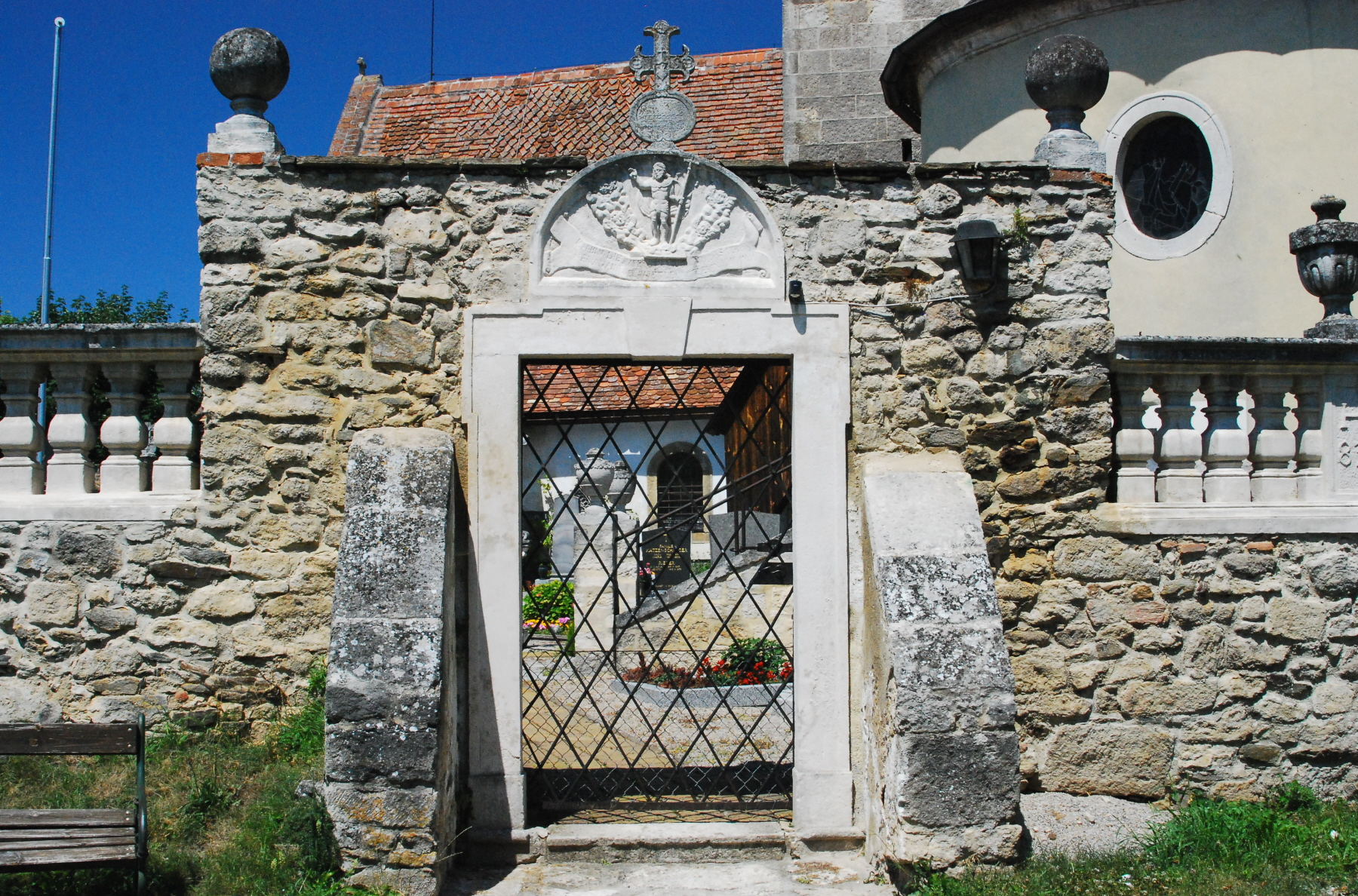
Friedhofsportal

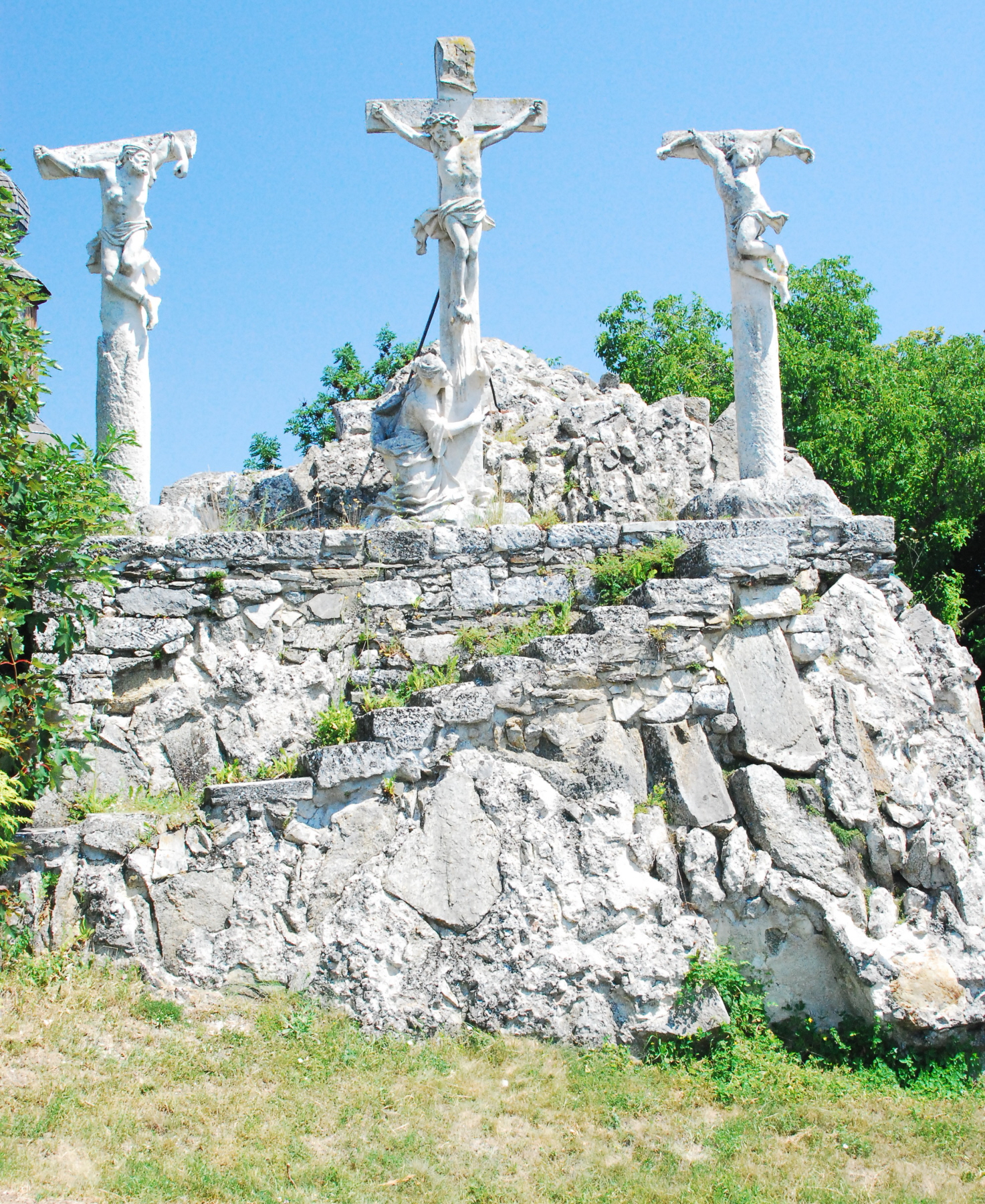
Kalvarienberggruppe auf Mauerresten der ehemaligen Burg

Die Pfarrkirche Kühnring steht mit einem Rundkarner auf dem Burghügel der ehemaligen Burg Kühnring im Bezirk Horn in Niederösterreich. Die dem Patrozinium Philippus und Jakobus unterstellte römisch-katholische Pfarrkirche gehört zum Dekanat Horn in der Diözese St. Pölten. Die Kirche steht unter Denkmalschutz (Listeneintrag).

## Geschichte
Die Kirche wurde der Überlieferung nach im Jahr 1083 von Azzo, dem Stammvater der Kuenringer, als Burgkapelle gegründet. 1276 wird sie als Pfarrkirche urkundlich erwähnt. Nach Umbauten in den Jahren 1594 und 1660, wobei letzterer für den Bau bestimmend war, wurde 1747 das Glockengeschoß des Turms errichtet. Ursprünglich befand sich südöstlich der Kirche eine Margaretenkapelle, die in josephinischer Zeit abgerissen wurde. In den Jahren 1817 und 1871 wurde der Bau renoviert.

## Architektur
Der romanische Quaderbau mit eingezogener, halbkreisförmiger, niedriger Chorapsis und hinzugebautem südlichem Seitenschiff hat südlich der Apsis einen ursprünglich freistehenden Turm. Südlich der Kirche befinden sich ein Rundkarner und die Mauerreste der mittelalterlichen Burg. Die Kirchenanlage ist von einem Friedhof und einer Umfassungsmauer umgeben.

### Kirchenäußeres
Das schlichte romanische Langhaus ist von einem Satteldach über gekehlter Traufe gedeckt und wird auf das 12. Jahrhundert datiert. Im Norden ist das unverputzte Quadermauerwerk von zwei abgemauerten und zwei neueren Rundbogenfenstern durchbrochen. Um 1660 erfolgte der Anbau eines südlichen Seitenschiffs. Neben einem Rundfenster mit steinernem Vierpass aus dem 14. Jahrhundert befindet sich im Westen eine abgemauerte profilierte Steingewändetür. In den Giebel eines vorspringenden, niedrigen Torvorbaus mit Satteldach aus dem 17. Jahrhundert ist das Corpus-Christi-Relief eines barocken Grabsteins aus dem 18. Jahrhundert eingemauert. Ein steingefasstes Portal mit sekundär versetzten Gewändepfosten mit einem Rankenfries als Relief und einem Rundmedaillon mit Büste wurde um 1600 angefertigt. Das Innere des Portals ist durch eine Stichkappentonne überwölbt und hat halbfigurige Konsolenträger, die mit „1594“ bezeichnet sind. An der Ostseite der Kirche befindet sich ein querrechteckiges Steingewändefenster aus dem 17. Jahrhundert. Die vermauerte Türe in der glatten Giebelfront auf der Westseite könnte früher der Hocheinstieg von der Burg auf die Empore gewesen sein. Daneben befinden sich ein profiliertes Steingewändefenster und zwei runde Luken. Am First erhebt sich ein Steinkreuz aus dem 17. Jahrhundert. An der östlichen Giebelwand ist über dem Kegeldach der Apsis eine Heiligenfigur eingemauert. Dabei handelt es sich möglicherweise um eine romanische Darstellung des hl. Veit. An der Kirchenwand befindet sich eine steinerne Skulptur, das geheimnisvolle „Götzenmanderl“. Es gilt im Volksmund als ein archaisch-dämonisches Wahrzeichen von Kühnring.
Der südlich gelegene Chor ist durch ein romanisches Rundbogenfries mit Blendarkaden auf Wandvorlagen mit halbrunden Diensten gegliedert und stammt ebenfalls aus dem 12. Jahrhundert. Seine nördlichen Rundbogenfenster wurden im 19. Jahrhundert eingebaut.
Die Bausubstanz des Turms mit quadratischem Grundriss ist bis zu den im 18. Jahrhundert angefertigten Schallfenstern romanisch. Er hat im Süden eine Steingewändetür mit Oberlicht, darüber ein steinernes Podest auf zwei geschwungenen Konsolen mit Steingewändetüre, und ist über eine hölzerne Treppe zugänglich.

### Kircheninneres
Das zweischiffige und zweijochige Langhaus hat ein Tonnengewölbe mit bis in die Mitte reichenden Stichkappen über profiliertem Gesims aus der zweiten Hälfte des 17. Jahrhunderts im Hauptschiff. Dieses war ursprünglich höher als heute, und am Dachboden sind noch Spuren ornamentaler Malerei und ein romanisches Fenster zu sehen. Zu dem südlichen tonnengewölbten Seitenschiff mit Stichkappen und geradem Schluss führen zwei Rundbogenöffnungen. Im Südwesten des Seitenschiffs befindet sich der Aufgang zur Empore. Diese ruht auf einer gedrückten Stichkappentonne. Der eingezogene Chor mit umlaufendem Gesims unter der Apsiskalotte ist um eine Stufe erhöht und hat im Scheitel ein abgemauertes Rundbogenfenster mit einer Verglasung von 1942. Die durch eine profilierte Steingewändetür zugängliche Sakristei sowie die Verbindung vom Turm zum Chor sind mit Tonnen überwölbt. Das Untergeschoß des Turms hat ein Klostergewölbe.

## Einrichtung
Die Kirche verfügt über einen neugotischen Hochaltar aus dem 19. Jahrhundert und einen Johannes-Nepomuk-Altar im Seitenschiff aus dem 18. Jahrhundert mit Bildern aus dem 20. Jahrhundert. An der Südwand des Seitenschiffs befindet sich ein Kruzifix aus dem 19. Jahrhundert. Zur weiteren Einrichtung zählen ein Renaissancetaufstein aus der Zeit um 1600, eine Kanzel und Bänke, die um 1900 angefertigt wurden, ein Beichtstuhl aus dem 18. Jahrhundert, ein Sakristeischrank mit Aufsatz aus dem 17. Jahrhundert sowie ein Opferstock im Eingangsraum mit abgefastem, gotischem Pfeiler aus dem 15. Jahrhundert. Die Orgel wurde 1908 von Franz Capek gebaut und 1945 umgebaut. 
Die Kirche hat drei Glocken. Deren älteste wird auf das Jahr 1515 datiert. Eine weitere wurde 1668 von Lorenz Selner gegossen und die jüngste stammt von Franz Ulrich aus dem Jahr 1732.

## Grabdenkmäler
Zum Inventar der Pfarrkirche gehören mehrere bemerkenswerte Grabsteine und Grabplatten:
- Innen an der Südwand des Hauptschiffs eine gelbe Sandsteinplatte mit einem Relief der Kreuzigung Christi in Landschaft mit knienden Stiftern, Marmorrahmung mit flachen Voluten und Blättern und einer Kartusche  mit der Inschrift „Simon Harißlemb und Margaretha, 1664“.

- Nördlich ein Relief der Erschaffung Adams in reichem Kartuschenrahmen, seitlichen Sphingen mit ausladendem Gebälk, darauf eine von Putten flankierte männliche Büste, Steinmetzzeichen und Monogramm „A.H.“, unten eine Kartusche mit der Inschrift „Adam Haresleb, der disses Gottshaus hat gewölben und dökhen lassen, gest. 1683“.

- Außen an der Südseite des Turms eine in drei horizontale Felder unterteilte Sandsteinplatte. Das obere Feld trägt eine Darstellung der Kreuzigung mit zahlreichen Figuren; das mittlere vier Wappen; das untere in Rollwerkrahmung mit Cherubköpfen die Inschrift „Valentin Pollani zu Wisent, gest. 1583“.

- Südlich am Chor eine Sandsteinplatte; im oberen Bereich eine Tafel mit Spiralstabrahmung, bekrönenden Cherubköpfen und einer stark fragmentierten Inschrift (vermutlich „Michael Heim, 1672“); unten ein Rundbogenfeld mit Darstellung der Kreuzigung mit zwei Stiftern.

- Barocker Ädikulagrabstein aus der ersten Hälfte des 18. Jahrhunderts neben der Sandsteinplatte am Chor, mit dem Relief einer knienden Frau mit Flammenschale, von einer männlichen Figur bekrönt.

## Friedhof
Der Friedhof ist von einer Mauer umgeben und wurde in jüngerer Zeit nach Westen erweitert. Sein Portal ist mit 1683 bezeichnet und verfügt über eine Schulterbogentür sowie eine an beiden Seiten von Kugeln und Vasen bekrönte Balustrade. Über der Tür ist eine Lünette mit einem Relief des Auferstandenen aus dem 17. Jahrhundert sowie ein bekrönendes Steinkreuz mit der Inschrift „1672“ sehen. In die Friedhofsmauer sind barocke Grabsteine aus dem 18. Jahrhundert eingearbeitet. Bemerkenswert sind auch ein Rokoko-Friedhofskreuz aus der Mitte des 18. Jahrhunderts und ein spätbarockes Kreuz, das mit „1843“ bezeichnet ist. Südlich und westlich der Kirche sind Mauerwerksreste der ehemaligen Kuenringerburg vorhanden, die zum Teil in die Gestaltung des Friedhofsareals einbezogen wurden. So erhebt sich auf mächtigen Mauerfragmenten eine Kalvarienberggruppe mit stark bewegten Figuren – ein Werk des Bildhauers Jakob Seer aus dem Jahr 1732. Auf einem weiteren Mauerrest ruht auf der Westseite ein mächtiges Steinkreuz aus dem 17. Jahrhundert. Südlich ist der ehemalige Halsgraben der Burg zu sehen, mit Resten von kolossalem Gussmauerwerk und Balkenabdrücken, die wahrscheinlich von der Fundamentplatte der Festung stammen.